# Peter Rasmussen
Peter Rasmussen (8 de febrero de 1974) es un deportista danés que compitió en bádminton, en la modalidad individual.
Ganó una medalla de oro en el Campeonato Mundial de Bádminton de 1997 y tres medallas en el Campeonato Europeo de Bádminton, en los años 1996 y 2002.

## Palmarés internacional
| Campeonato Mundial | Campeonato Mundial    | Campeonato Mundial | Campeonato Mundial |
| Año                | Lugar                 | Medalla            | Prueba             |
| ------------------ | --------------------- | ------------------ | ------------------ |
| 1997               | Glasgow (Reino Unido) | Medalla de oro     | Individual         |
| Campeonato Europeo |                       |                    |                    |
| Año                | Lugar                 | Medalla            | Prueba             |
| 1996               | Herning (Dinamarca)   | Medalla de plata   | Individual         |
| 1998               | Sofía (Bulgaria)      | Medalla de bronce  | Individual         |
| 2002               | Malmö (Suecia)        | Medalla de oro     | Individual         |